# Prolapso retal

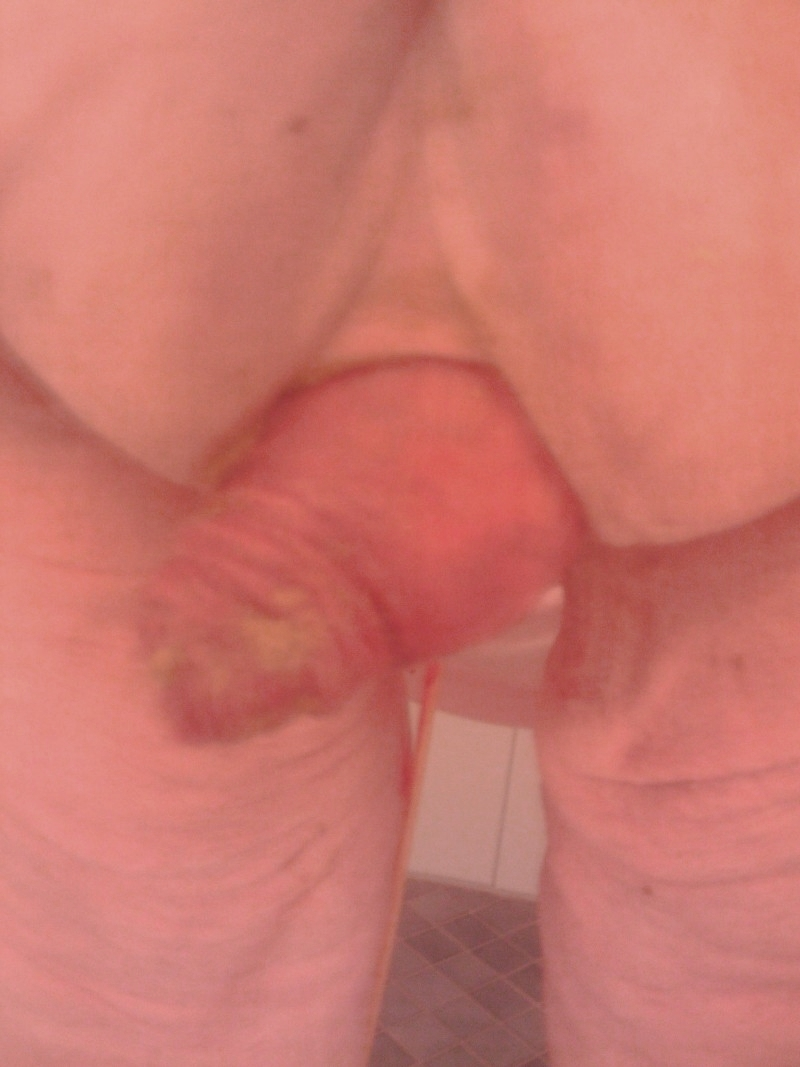
Prolapso retal

Prolapso retal é o extravasamento de parte do intestino para fora do organismo, pelo ânus. Nesses casos, parte do reto fica para fora.
É uma alteração comum em infecções por Trichuris trichiura, um nematoide que infecta principalmente seres humanos. Ocorre por mudança no tônus muscular da região perianal pela presença do parasita. Caracteriza-se pela propulsão da mucosa do intestino para o exterior, sendo possível visualizá-lo em coloração vermelha escura. Ocorre em crianças e é associada a diarreia.
Aparece em alguns filmes pornôs como fetiche sexual.